# دروازه دولاب

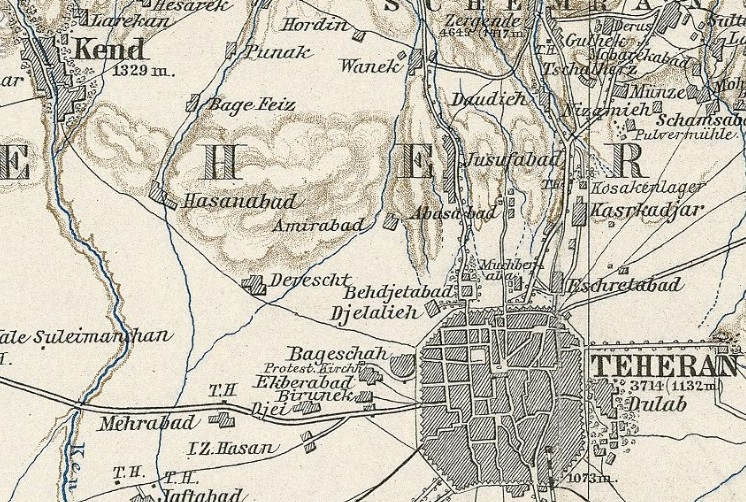
دولاب در نقشه سال ۱۲۷۹ خورشیدی. نام دولاب (Dulab) در سمت راست تهران (بیرون از دروازه تهران) موجود است. (شهر قدیم تهران در پایین نقشه)

دروازه دولاب، از دروازه‌های قديمی تهران

دروازه دولاب، نام یکی از قدیمی‌ترین دروازه‌های تهران است. این دروازه در حصار شاه طهماسبی در سمت شرق شهر تهران و شرق محله چال میدان و در ورودی بازارچه نایب السلطنه، واقع در خیابان ری امروزی قرار داشت. در گسترش شهر در عصر ناصری، محل دروازه دولاب، به جایی که در عصر پهلوی «سه راه شکوفه» [به‌جهت مجاورت با میدان شکوفه] خوانده می‌شد و هم‌اکنون چهارراه شمس نامیده می‌شود، انتقال یافت.

## تاریخچۀ محلۀ دولاب
دولاب، نام یکی از روستاهای بسیار قدیمی منطقه ری واقع نزدیک تهران بوده که در جنوب شرقی این شهر قرار داشته‌است. دِه دولاب، پس از به قدرت رسیدن آقامحمدخان قاجار و انتخاب تهران به عنوان پایتخت ایران، به‌صورت یکی از روستاهای تهران درآمد. در اوایل عهد قاجاریه، محل این روستا، خارج از برج و بارویی که در عهد شاه طهماسب صفوی برای تهران بنا شده بود، قرار داشت. بر اساس نوشته مجدالدین در کتاب زینت‌المجالس، یکی از چهار دروازۀ موجود در حصار تهماسبی، دروازه دولاب بوده و به‌واسطهٔ مجاورت با دِه دولاب بدین نام خوانده می‌شده‌است. وجود این دروازه در حصار صفوی، همچنین بر قدمت این دروازه دولاب دلالت دارد.
نام این محله نیز در کتاب تاریخ بیهقی نیز آورده شده. ابوالفضل بیهقی که دبیر سلطان محمود غزنوی بوده در مجلد ششم این تاریخ مینویسد:(( و چون به ری رسیدند امیر محمود به دولاب فرودآمد..‌.)). بنا به این نقل قدمت این محله به غزنویان و ماقبل از آن نیز می‌رسد.
ظاهراً زمین‌های مجاور دروازه دولاب، جزو زمین‌های کشاورزی تهران بوده‌اند و از این زمین‌ها بیشتر جهت کاشت خیار، صیفی‌کاری و کشت تره‌بار مصرفی مردم تهران استفاده می‌شد.

### متولدان محله
هنرمندان و ورزشکاران بسیاری متولد و بزرگ شدۀ محدودۀ محلۀ دولاب تهران هستند.
از این دست می‌توان به حسن ستار (خ شهباز)، شهره آغداشلو، محمد بنا، مرضیه برومند، راضیه برومند، مهران مدیری، بهروز رهبری‌فر، علی پروین،مهراد رفعت نژاد، علی انصاریان، مجید جلالی، احسان قائم‌مقامی , احسان حدادی و امیر حسین علیزاده درخشی دولابی و حمید میرزایی اشاره کرد.

## اماکن مرتبط

### بقعه سیده ملکه خاتون
در قسمت جنوبی دولاب و در کنار جاده تهران به خراسان، یک بقعه ساده خشتی به نام سیده ملکه خاتون قرار داشته‌است که بقایای آن، تا چند دهه قبل موجود بود. برخی از مورخین معتقدند که سیده ملکه خاتون، مادر مؤیدالدوله و فخرالدوله دیلمی بوده که از شیرزنان عصر خود محسوب می‌شده و به دلیری و شجاعت شهرت داشته‌است.

### چهارصد دستگاه
نام محله‌ای واقع در منطقه ۱۴ شهرداری تهران است که در سال ۱۳۳۲ خورشیدی از ۴۰۰ خانه در نزدیکی دروازه دولاب تشکیل شده بود.

### گورستان ارامنه تهران
گورستانی قدیمی واقع در محدوده دروازه دولاب که محل دفن بزرگانی همچون آنتوان سوروگین، عکاس مشهور ایرانی - گرجی است.

### مسجد جامع بقیةالله
مسجدی واقع در محلۀ دولاب که قدمت آن بین ۷۰۰ تا ۹۰۰ سال تخمین زده شده و یکی از قدیمی ترین مساجد تهران می باشد.